# Dalton (Massachusetts)
Dalton es un pueblo ubicado en el condado de Berkshire en el estado estadounidense de Massachusetts. En el Censo de 2010 tenía una población de 6.756 habitantes y una densidad poblacional de 119,21 personas por km².Su población estimada, a mediados de 2019, es de 6.525 habitantes. Forma parte del área metropolitana de Pittsfield. 

## Geografía
Dalton se encuentra ubicado en las coordenadas 42°28′47″N 73°9′14″O / 42.47972, -73.15389. Según la Oficina del Censo de los Estados Unidos, Dalton tiene una superficie total de 56.67 km², de la cual 56.41 km² corresponden a tierra firme y (0.45%) 0.26 km² es agua.

## Demografía
Según el censo de 2010, había 6.756 personas residiendo en Dalton. La densidad de población era de 119,21 hab./km². De los 6.756 habitantes, Dalton estaba compuesto por el 96.77% blancos, el 0.73% eran afroamericanos, el 0.06% eran amerindios, el 0.78% eran asiáticos, el 0.01% eran isleños del Pacífico, el 0.55% eran de otras razas y el 1.1% pertenecían a dos o más razas. Del total de la población el 1.61% eran hispanos o latinos de cualquier raza.